# 矢作川の戦い
矢作川の戦い（やはぎがわのたたかい）は、建武2年11月25日（1336年1月8日）から27日にわたり、後醍醐天皇の命をうけた新田義貞とその弟・脇屋義助ら京方の軍勢6万余騎と、北条時行を討伐したのち、鎌倉を占拠していた足利尊氏旗下の足利直義・高師泰ら軍勢20万7000千騎の間で戦われた合戦。
三河国矢作川（愛知県岡崎市）で京方1万9000騎と、足利勢3万6000騎が川を挟んで布陣し、これに敗れた足利勢は遠江国に退却、鷺坂・手越河原の戦いと、京方の勝利が続いた。